# Kende Anna (pszichológus)
Kende Anna (Budapest, 1973. június 11.) magyar pszichológus, habilitált egyetemi docens az ELTE Pedagógiai és Pszichológiai Kar (ELTE-PPK) Pszichológiai Intézet Szociálpszichológiai Tanszékén. Az ELTE Pszichológiai Doktori Iskola egyik témavezetője.

## Életpályája
1996-ban, még egyetemi évei alatt a New School for Social Research nyári egyetemén vett részt Krakkóban, még ugyanezen évben a Közép-európai Egyetem (CEU) Nemek és kultúra (Program on Gender and Culture) programban egyetemi diplomát szerzett.
1998-ban szerzett pszichológus diplomát az ELTE Bölcsészettudományi Kar (ELTE-BTK) Pszichológiai Intézetében.
1998-2000 közt PhD hallgató és óraadó a Pécsi Tudományegyetemen. Itt védte meg 2002-ben PhD disszertációját, címe: A nőiség és az anyaság tudományos és köznapi elméletei. 2003 és 2006 közt bekerült az MTA Pszichológiai Kutatóintézet Társadalom-lélektani Osztályára tudományos munkatársnak. 2004 és 2006 között szakértői tevékenységet, oktatásfejlesztést végzett a HEFOP 3.1 program keretében az óvoda-iskola átmenet témakörében a SuliNova Kht megbízásából. 2003 és 2011 között adjunktusi beosztásban a Károli Gáspár Református Egyetem Interkulturális és Szociálpszichológia Tanszékén dolgozott, ugyanitt 2009-2011 közt mb. tanszékvezető volt. 2011-2012-ben vendégtanár volt az Amszterdami Egyetemen (Amsterdam Institute of Social Science Research, University of Amsterdam). 2012-ben habilitált az Eötvös Loránd Tudományegyetemen, egyben 2012 óta egyetemi docensi beosztásban dolgozik az ELTE PPK Pszichológiai Intézetében a Szociálpszichológiai tanszéken, ahol 2013 és 2022 között a Társadalom- és szervezetpszichológia MA program szakirány-felelőse.

## Kutatási területei
Kutatásainak tudományága: pszichológiai tudományok, ezen belül: a társadalmi kirekesztés pszichológiája: az elutasítás és az elutasítottság szociálpszichológiai értelmezései, az előítéletesség és a kisebbségi identitás kérdései. A politikai aktivizmus és a kollektív cselekvés pszichológiája. Kvalitatív és kvantitatív kutatások.

## Tudományos közleményei (válogatás)

### Magyar nyelven
- Erőss Gábor, Kende A. (2008) (szerk.) Túl a szegregáción: Kategóriák burjánzása a közoktatásban, Budapest, L’Harmattan kiadó
- Kende Anna, Vajda Róza (2008) (szerk.) Rasszizmus a tudományban Budapest: Napvilág kiadó
- Kende Anna (2008) (szerk.) Pszichológia és feminizmus. Budapest: L’Harmattan kiadó, 313.

### Angol nyelven
- Kende. A., Hadarics, M., Bigazzi, S., Boza, M., B., Kunst, R. J., Lantos, N. A., … Urbiola, A.. (2021). The last acceptable prejudice in Europe? GROUP PROCESSES & INTERGROUP RELATIONS, 24(3), 388–410. http://doi.org/10.1177/1368430220907701
- Kende, A., Nyúl, B., Lantos, N. A., Hadarics, M., Petlitski, D., Kehl, J., & Shnabel, N. (2020). A Needs-Based Support for #MeToo. FRONTIERS IN PSYCHOLOGY, 11. http://doi.org/10.3389/fpsyg.2020.00593 Kende, A., & Krekó, P. (2020). Xenophobia, prejudice, and right-wing populism in East-Central Europe. CURRENT OPINION IN BEHAVIORAL SCIENCES, 34, 29–33. http://doi.org/10.1016/j.cobeha.2019.11.011
- Kende, A., & van Zomeren, M. (2019). The Polish Round Table as a blueprint for “successful” social change? SOCIAL PSYCHOLOGICAL BULLETIN, 14(4). http://doi.org/10.32872/spb.v14i4.2315  Kende, A., & McGarty, C. (2019). A model for predicting prejudice and stigma expression by understanding target perceptions. EUROPEAN JOURNAL OF SOCIAL PSYCHOLOGY, 49(5), 839–856. http://doi.org/10.1002/ejsp.2550  Kende, A., Hadarics, M., & Szabó, Z. P. (2019). Inglorious glorification and attachment. BRITISH JOURNAL OF SOCIAL PSYCHOLOGY, 58(3), 569–590. http://doi.org/10.1111/bjso.12280

## Folyóiratszerkesztések
- 2013-2021 Alkalmazott Pszichológia szerkesztőségi tag
- European Journal of Social Psychology, Associate editor, 2021-2022
- European Journal of Social Psychology, ”Putting the Social (Psychology) into Social Media” különszám, várható megjelenés, 2014 Vendégszerkesztők: Adam Joinson, (University of the West of England, Bristol), Kende Anna, Ujhelyi Adrienn és Tobias Greitemeyer (University of Innsbruck).
- Journal of Social Issues, „Understanding Activism” különszám, vendégszerkesztők: Craig McGarty (Murdoch University), Kende Anna, Nicola Curtin (Clark University), várható megjelenés, 2015.

## Díjak, ösztöndíjak, témavezetés
- MTA Bolyai plakett, 2021
- Doktori témavezetések száma: 9, ELTE PPK Pszichológiai Intézet, Szocializáció és társadalmi folyamatok doktori program
- Sapere Aude ELTE PPK, 2018
- “Highly Commended” Emerald Literati Network Awards for Excellence, 2007
- Jacobs Foundation International Young Scholars Award, 2006

## Társasági tagság
- Magyar Pszichológiai Társaság
- European Association of Social Psychology
- International Society of Political Psychology (Vezetőségi tag: 2019-2021)